# Réaction de Shwartzman
 Mise en garde médicale
La réaction de Shwartzman, également connue sous le nom de Phénomène de Shwartzman, est une réaction (choc allergique ou endotoxique) rare d'un organisme face à des types particuliers de toxines, dites endotoxines (lipopolysaccharides) ou des polyanions, glycogènes ou complexes antigènes/anticorps. Ces dernières provoquent une surproduction de cytokines qui causent dans ce cas lésions, nécroses et thromboses dans les tissus des zones touchées. On estime que ces phénomènes sont tous plus ou moins liés à la production excessive de cytokines déclenchées par les endotoxines des bactéries Gram-négatives.
La réaction de Shwartzman peut être locale ou généralisée (« systémique »).
Le phénomène de Shwartzman est ainsi nommé en hommage à Grégoire Shwartzman, le médecin qui à l'Hôpital Mount Sinai de New York a été le premier à développer le concept d'hypersensibilité du système immunitaire, dans les années 1920. Sanarelli ayant rapporté des observations proches de celles de Shartzman, on parle aussi parfois de réaction de Sanarelli-Shartzman.

## Histoire médicale
Shwartzman avait constaté après avoir injecté des bactéries gram-négative dans la peau d'un lapin, que si une seconde dose était injectée par voie intraveineuse 24 h après, une nécrose hémorragique survenait au point (cutané) de la première injection.
D'autre part en injectant à 24 h d'intervalle ces microbes (intraveineuse), l'organisme sensibilisé par la première injection produisait une réaction systémique, souvent compliquée par un collapsus circulatoire et une nécrose bilatérale du cortex rénal ou d'éventuelles nécroses dans le pancréas, l'hypophyse, les surrénales et l'intestin, parfois accompagnée d'une coagulation intravasculaire diffuse avec thrombose;
On a ensuite montré que des streptocoques, des mycobactéries,  haemophilus sp. ou le virus de la vaccine peuvent ainsi préparer la peau à cette réaction.

## Description
Une compensation des effets de la thrombose conduit à un blocage du Système réticulo-endothélial, qui empêche la compensation de la thrombose provoquée par la présence de la toxine, causant une nécrose des tissus.
Le phénomène Shwartzman est habituellement observé chez l'Homme ou l'animal, lors d'accouchements ou avortements, quand des corps ou substances étrangères sont introduits dans les tissus des organes de la reproduction de la femelle.
Cette réaction a été expérimentée avec l'endotoxine produite par Neisseria meningitidis.
On a ensuite montré que les réactions allergiques cutanées, ophtalmologiques ou systémiques développée par des lapins de laboratoires « normaux » à des endotoxines produites par des bactéries Gram-négatif sont au moins en partie comparables aux réactions connues d'hypersensibilité aux bactéries (réaction exagérée du système immunitaire quand il est en présence d'une bactérie).
Le phénomène de Shwartzman peut par exemple être reproduit avec la tuberculine, chez des lapins vaccinés par le BCG, ainsi qu'avec des suspensions ou des extraits de streptocoques du groupe A tués par la chaleur, chez des lapins préalablement sensibilisés à ces bactéries.
Ceci suggère que l'activité biologique d'endotoxines pourrait être fondées sur l'existence chez des organismes animaux « normaux » d'une hypersensibilité retardée ou d'une sensibilité de type-tuberculinique face à ces « matériaux ». On a ensuite montré que des streptocoques, des mycobactéries,  haemophylus sp. ou le virus de la vaccine peuvent ainsi préparer la peau à une telle réaction.
Ce syndrome peut apparaitre dans le cas de maladies autoimmunes (Lupus par exemple, avec des conséquences éventuellement mortelles)